# Jean Graczyk
Jean Graczyk, né le 26 mai 1933 à Neuvy-sur-Barangeon et mort le 27 juin 2004 à Vignoux-sur-Barangeon, est un coureur cycliste français.

## Biographie

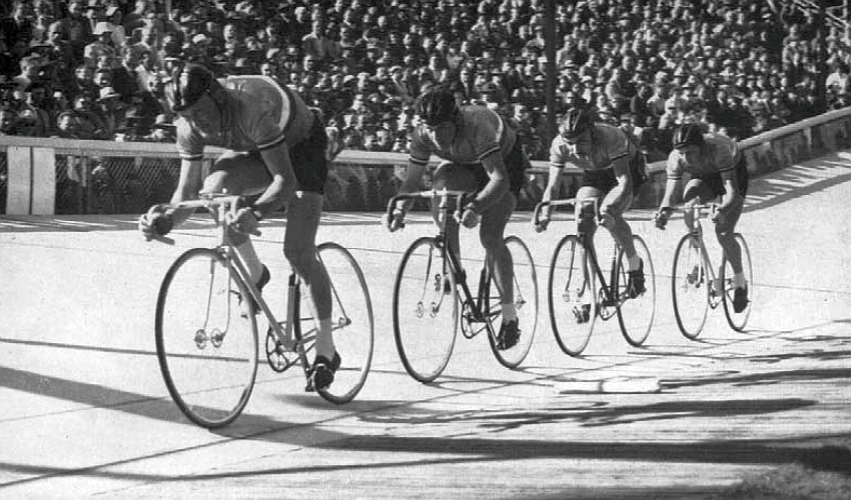
L'équipe de France de poursuite vice-championne olympique en 1956 (Vermeulin, Graczyk, Lecante et Bianchi).

Né en France de parents polonais, il prend la nationalité française le 23 juin 1949.
Professionnel de 1957 à 1972, il s'illustre en poursuite et en sprint et remporte 65 victoires professionnelles. Il était surnommé Popoff.
Il participe à 7 Tours de France et il y remporte deux classements par points (1958 et 1960) et 5 victoires d'étapes ; 1 en 1959 (5e étape entre Rouen et Rennes) et 4 en 1960 (la 4e étape entre Dieppe et Caen, la 12e étape entre Luchon et Toulouse, la 17e étape entre Briançon et Aix-les-Bains et la 21e étape entre Troyes et Paris).
À la fin de sa vie, il s'occupe de la carrière de son petit-neveu, Vincent Graczyk, qui au début des années 2000 est l'un des meilleurs jeunes français.

## Palmarès

### Palmarès amateur
- 1954
  - Champion d'Île-de-France de poursuite
  - Paris-Gien
- 1955
  - 12e étape de la Route de France
  - 3e étape du Tour du Cher
  - Paris-Vierzon :
    - Classement général
    - 1re étape

  - Prix des Vins Nouveaux
  - 2e du championnat de France de poursuite militaires
- 1956
  -  Champion de France sur route amateurs
  -  Champion de France de poursuite par équipes amateurs[n 2]
  - Champion d'Île-de-France de poursuite par équipes[n 2]
  -  Médaillé d'argent de la poursuite par équipes aux Jeux olympiques (avec Michel Vermeulin, Jean-Claude Lecante, René Bianchi)
  - 2e de Paris-Orléans
  - 2e de Paris-Vailly

### Palmarès professionnel
- 1957
  - Tour des Provinces du Sud-Est :
    - Classement général
    - 2e et 4e étapes

  - 2e de la Semaine bretonne
- 1958
  - 13eb étape du Tour d'Espagne
  - 6e étape du Critérium du Dauphiné libéré
  -  Classement par points du Tour de France
  - Grand Prix d'Orchies
  - 2e de Paris-Valenciennes
  - 2e des Boucles de la Seine
  - 7e du Critérium du Dauphiné libéré
- 1959
  - Grand Prix d'Antibes
  - Classement général de Paris-Nice-Rome
  - 5e étape du Tour de France
  - Trophée Longines (contre-la-montre par équipes)
  - 2e des Boucles roquevairoises
  - 3e du Critérium national
- 1960
  - Super Prestige Pernod
  - Grand Prix de Monaco
  - 3e étape du Tour de Sardaigne
  - 7e étape de Paris-Nice
  - Critérium national
  - 5ea étape du Critérium du Dauphiné libéré
  - Tour de France :
    -  Classement par points
    - Prix de la combativité
    - 4e, 12e, 17e et 21e étapes

  - 2e de Milan-San Remo
  - 2e du Tour des Flandres
  - 3e de Paris-Bruxelles
  - 3e du Trofeo Longines
  - 4e du Grand Prix Stan Ockers
  - 5e de Liège-Bastogne-Liège
- 1961
  - Rome-Naples-Rome :
    - Classement général
    - 5e étape

  - 2ea étape du Critérium du Dauphiné libéré
  - Challenge Laurens
  - 2e du Grand Prix d'Antibes
  - 2e de la Flèche wallonne
  - 2e du Grand Prix d'Orchies
  - 4e de Paris-Bruxelles
  - 7e du Tour des Flandres
  - 10e du Super Prestige Pernod
- 1962
  - 1re étape de Paris-Nice
  - 6e, 13e, 14e et 16e étapes du Tour d'Espagne
  - Grand Prix du Vercors
  - 2e du Tour du Var
- 1963
  - Grand Prix de Monaco
  - 1re étape du Tour du Sud-Est
  - 1rea et 1reb étapes du Tour de Catalogne
  - 8e de Milan-San Remo
- 1964
  - 2e de Nice-Gênes
  - 6e de Milan-San Remo
  - 7e de Bordeaux-Paris
- 1965
  - 3e de Sassari-Cagliari
  - 3e du Tour de Picardie
- 1966
  - Cyclo-cross de Fontenay-sous-Bois (avec Raymond Poulidor)
  - 2e de Paris-Camembert
  - 2e du Grand Prix d'Orchies

### Résultats sur les grands tours

#### Tour de France
7 participations
- 1957 : abandon (6e étape)
- 1958 : 14e,  vainqueur du classement par points
- 1959 : 35e, vainqueur de la 5e étape
- 1960 : 13e, vainqueur du  classement par points, du prix de la combativité et des 4e, 12e, 17e et 21e étapes
- 1962 : 38e
- 1963 : 72e
- 1964 : 76e

#### Tour d'Italie
2 participations
- 1959 : exclu (15e étape)
- 1966 : 62e

#### Tour d'Espagne
4 participations
- 1958 : 29e, vainqueur de la 13eb étape
- 1962 : 25e, vainqueur des 5e (contre-la-montre par équipes), 6e, 13e, 14e et 16e étapes
- 1967 : 71e
- 1968 : hors délais (12e étape)

## Sources
- Arsène Maulavé, Jean Graczyk ou la vie en vert, éd.Alan Sutton, 2009,  (ISBN 2849109266)